# 盖尾镇
盖尾镇是中国福建省莆田市仙游县下辖的一个镇。

## 行政区划
盖尾镇下辖以下地区：
南宝峰村、瑞沟村、莲井村、琼峰村、仙华村、盖尾村、前连村、湖坂村、仙潭村、仙溪村、杉尾村、昌山村、仪店村、石马村、东井宫村、聚仙村、后山村、岭头村、星庄村、后井村、东许村、斜尾村、芹林村、盖南村和新窑村。